# Nothing To Hide
Nothing To Hide – debiutancki album zespołu Ayarise, nagrany w dwóch studiach: "2Sides Studio" w Lublinie i "Pozytywne Studio" w Nowym Sączu, na przełomie lat 2014–2017.
Oficjalna premiera płyty miała miejsce 17 sierpnia 2018 roku, wydawca: Karrot Kommando.

## Lista utworów
1. Send Dem
2. Bless Me
3. Nothing To Hide
4. Revolution
5. Really Try
6. From A Cold (Pom Pom Pom)
7. True Love
8. My Baby
9. Message
10. People
11. Don't cry
12. Step Down
13. Life Is Worth
14. Whatta Situation

## Muzycy

### Skład zespołu
- Jarosław Dyś – perkusja
- Tomasz Klisz – gitara basowa
- Łukasz Poździk – gitara, chórki
- Grzegorz Huzarek – gitara
- Piotr Kiliański – klawisze
- Emil Tarnowski – klawisze
- Artur Zwierzchowski – wokal
- Agnieszka Dyś – chórki
- Ola Pękala – chórki

### Gościnnie
- Łukasz Korybalski – trąbka flig
- Tomek Dworakowski – puzon
- Marcin Gańko – saksofon barytonowy, tenorowy, flet poprzeczny, kompozycja sekcji dętej.
- Watzek Wawrzyniak (wokal, utwór "Whatta Situation").

## Produkcja
- Utwory: 1, 13,14 – nagranie i mix: Watzek Wawrzyniak – Pozytywne Studio w Nowym Sączu
- Utwory: 2-12 – nagrania: Watzek Wawrzyniak (Pozytywne Studio) i Jarosław Dyś w 2Sides Studio w Lublinie, mix: Jarosław Dyś – 2Sides Studio
- Mastering – Jarosław „Smok” Smak i Mario Dziurex – Studio As One w Warszawie

## Szata graficzna płyty
- Projekt frontu okładki – Magda Ostapiuk (Wschód Studio)
- Projekt szaty graficznej i przygotowanie do druku – Marek „Sleszyk” Krzykała